# Ян Менс
Ян Менс (на нидерландски: Jan Mans) е нидерландски писател на бестселъри в жанровете съвременен роман и биографичен роман.

## Биография и творчество
Ян Менс е роден на 18 септември 1897 г. в Амстердам, Нидерландия, в семейството на Ян Менс, шлифофчик на диаманти, и Хелена Елизабет Фалке. Когато е 9-годишен баща му умира, а майка му работи като чистачка, за да издържа семейството. Учи в търговско училище за търговец на мебели. Започва работа през 1922 г. и същата година се жени за Абълче Стенхайс, с която имат дъщеря и син.
През 1933 г. загубва работата си и започва да пише, първоначално детски книги и разкази. През 1935 г. се свързва с писателя Тео Тейсен, който му осигурява препоръки и редактира ръкописите му. През 1938 г. печели награда за първо произведение с ръкописа си „Mensen zonder geld“ (Хората без пари), публикуван следваща година. Той го прави известен и дава начало на успешната му писателска кариера.
Утвърждава се като популярен писател на романи за живота на работническата класа и на биографии на известни личности.
Ян Менс умира на 31 октомври 1967 г. в кв. Бетондорп, Амстердам.

## Произведения
частична библиография

### Самостоятелни романи
- Mensen zonder geld (1939)
- Vrolijke vrienden (1940)
- Koen, roman van een jongen (1941)
- Waterland (1943) – издаден и като „Goud onder de golven“
- Meester Rembrandt (1946)
Рембранд, изд.: „Хр. Г. Данов“, Пловдив (1970, 1981), прев. Пенчо Симов
- Er wacht een haven (1950)
- Elisabeth (1953)
- Godt alleen d'eere (1957)
- Griet Manshande (1961)

### Серия „Малката истина“ (De Kleine Waarheid)
1. Marleen (1960)
2. Het heldere uur (1962)
3. Het kleine verschil (1964)

### Серия „Грит Маншанде“ (Griet Manshande)
1. De gouden reael (1940)